# 鍋島直賢
鍋島 直賢（なべしま なおさが）は、肥前鹿島藩の第12代藩主。佐賀藩主・鍋島直正（閑叟）の実弟。諱の読みは「なおかた」ともいわれる。

## 生涯
天保5年（1834年）6月11日、佐賀藩第9代藩主・鍋島斉直の二十八男として佐賀城で生まれる。母は側室の石井氏。天保10年（1839年）に第11代鹿島藩主・鍋島直晴（従兄にあたる）が死去したため、天保11年（1840年）5月28日にその養子として家督を継いだ。藩政では水害などの天災に悩まされ、その救済における出費などで財政難に陥った。このため、本家の藩主で実兄である直正の介入を招き、嘉永元年（1848年）9月14日には直正の命令で若くして強制隠居させられ、後継者には養子の直彬（先々代藩主であった直正・直賢の実兄直永の子）が迎えられた。
以後、直賢は病気療養として花岡山の別荘で過ごすことになり、安政6年（1859年）9月23日に死去した。享年26。

## 系譜
父母
- 鍋島斉直（実父）
- 眠 ー 石井本昭の妹、側室（実母）
- 鍋島直晴（養父）

養子
- 鍋島直彬 ー 鍋島直永の三男